# Galagoides kumbirensis
Galagoides kumbirensis is een soort uit het geslacht van de dwerggalago's (Galagoides). De wetenschappelijke naam van de soort werd voor het eerst geldig gepubliceerd door Svensson, et al. in 2017.

## Voorkomen
De soort komt alleen voor in Angola.